# Tournoi d'ouverture du championnat du Paraguay de football 2012
Navigation
Tournoi précédent Tournoi suivant
Le tournoi d'ouverture de la saison 2012 du Championnat du Paraguay de football est le premier tournoi semestriel de la cent-deuxième saison du championnat de première division au Paraguay. La saison est scindée en deux tournois saisonniers qui délivrent chacun un titre de champion. Les douze clubs participants sont réunis au sein d'une poule unique où ils affrontent leurs adversaires deux fois, à domicile et à l'extérieur. Il n’y a ni promotion, ni relégation à l’issue du tournoi.
C'est le club de Cerro Porteño qui remporte le tournoi après avoir terminé en tête du classement final, avec deux points d'avance sur Club Olimpia et cinq sur Club Libertad. C'est le vingt-neuvième titre de champion du Paraguay de l'histoire du club.

## Qualifications continentales
Le vainqueur du tournoi Ouverture est qualifié pour la Copa Libertadores 2013.

## Les clubs participants
| - Club Libertad - Club Nacional - Cerro Porteño - Club Guaraní - Independiente Campo Grande - Club Sol de América | - Club Sportivo Carapeguá - Promu de División Intermedia - Club Olimpia - Club Sportivo Luqueño - Tacuary FC - Club Cerro Porteño - Promu de División Intermedia - Club Rubio Ñu |

## Compétition
Le barème utilisé pour établir le classement est le suivant :
- Victoire : 3 points
- Match nul : 1 point
- Défaite : 0 point

### Classement
| Rang | Équipe                     | Pts | J  | G  | N | P  | Bp | Bc | Diff |
| ---- | -------------------------- | --- | -- | -- | - | -- | -- | -- | ---- |
| 1    | Cerro Porteño              | 49  | 22 | 16 | 1 | 5  | 40 | 23 | +17  |
| 2    | Club OlimpiaT              | 47  | 22 | 14 | 5 | 3  | 30 | 20 | +10  |
| 3    | Club Libertad              | 44  | 22 | 13 | 5 | 4  | 40 | 19 | +21  |
| 4    | Club Sol de América        | 35  | 22 | 11 | 2 | 9  | 38 | 27 | +11  |
| 5    | Club Nacional              | 33  | 22 | 10 | 3 | 9  | 40 | 32 | +8   |
| 6    | Club Guaraní               | 30  | 22 | 8  | 6 | 8  | 28 | 25 | +3   |
| 7    | Club Cerro PorteñoP        | 27  | 22 | 7  | 6 | 9  | 26 | 29 | -3   |
| 8    | Club Sportivo Luqueño      | 26  | 22 | 6  | 8 | 8  | 23 | 30 | -7   |
| 9    | Independiente Campo Grande | 25  | 22 | 6  | 7 | 9  | 28 | 42 | -14  |
| 10   | Club Sportivo CarapeguáP   | 20  | 22 | 4  | 8 | 10 | 23 | 29 | -6   |
| 11   | Club Rubio Ñu              | 18  | 22 | 5  | 3 | 14 | 24 | 40 | -16  |
| 12   | Tacuary FC                 | 11  | 22 | 1  | 8 | 13 | 15 | 39 | -24  |

|  | Qualification pour la Copa Libertadores 2013         |
|  | T : Tenant du titre P : Promu de División Intermedia |

## Bilan de la saison
| Championnat du Paraguay de football 2012 |                           |
| Champion                                 | Cerro Porteño (29e titre) |
| Qualifications continentales             |                           |
| Copa Libertadores 2013                   | Cerro Porteño             |
| Promotions et relégations                |                           |
| Promus en Primera División               | Aucun                     |
| Relégués en División Intermedia          | Aucun                     |